# Bridge City (Texas)
Bridge City és una població dels Estats Units a l'estat de Texas. Segons el cens del 2000 tenia 8.651 habitants.

## Demografia
Segons el cens del 2000, Bridge City tenia 8.651 habitants, 3.195 habitatges, i 2.476 famílies. La densitat de població era de 649,8 habitants/km².
Dels 3.195 habitatges en un 36,7% hi vivien nens de menys de 18 anys, en un 62% hi vivien parelles casades, en un 10,6% dones solteres, i en un 22,5% no eren unitats familiars. En el 19,6% dels habitatges hi vivien persones soles el 8,8% de les quals corresponia a persones de 65 anys o més que vivien soles. El nombre mitjà de persones vivint en cada habitatge era de 2,69 i el nombre mitjà de persones que vivien en cada família era de 3,07.
Per edats la població es repartia de la següent manera: un 27% tenia menys de 18 anys, un 9,5% entre 18 i 24, un 28,2% entre 25 i 44, un 23,1% de 45 a 60 i un 12,3% 65 anys o més.
L'edat mediana era de 36 anys. Per cada 100 dones de 18 o més anys hi havia 93,5 homes.
La renda mediana per habitatge era de 42.045 $ i la renda mediana per família de 49.750 $. Els homes tenien una renda mediana de 42.398 $ mentre que les dones 22.674 $. La renda per capita de la població era de 18.290 $. Aproximadament el 7,9% de les famílies i el 10,3% de la població estaven per davall del llindar de pobresa.

## Poblacions més properes
El següent diagrama mostra les poblacions més properes.